# Laevicephalus acus
Laevicephalus acus är en insektsart som beskrevs av Sanders och Delong 1920. Laevicephalus acus ingår i släktet Laevicephalus och familjen dvärgstritar. Inga underarter finns listade i Catalogue of Life.